# Sevan FC
Sevan FC är en fotbollsklubb från Sevan, Armenien som grundades 2018.

## Placering tidigare säsonger
| Säsong    | Nivå | Liga           | Placering | Referens    |
| --------- | ---- | -------------- | --------- | ----------- |
| 2018/2019 | 2    | 1. liga        | 1         | [ 1 ]       |
| 2019/2020 | 2    | 1. liga        | 7         |             |
| 2020/2021 | 2    | 1. liga        | 1         | [ 2 ]       |
| 2021/2022 | 1    | Premier League | x         | [ 3 ] [ 4 ] |

## Trupp 2021
Uppdaterad: 6 september 2021
| Nr | Land      | Pos | Namn              |
| -- | --------- | --- | ----------------- |
| 1  | Serbien   | MV  | Marko Drobnjak    |
| 2  | Armenien  | F   | Artur Danielyan   |
| 3  | Armenien  | F   | Artur Kartashyan  |
| 4  | Armenien  | MF  | Davit Ayvazyan    |
| 5  | Armenien  | F   | Vahe Muradyan     |
| 6  | Armenien  | MF  | Narek Aslanyan    |
| 7  | Nigeria   | A   | Olaoluwa Ojetunde |
| 8  | Brasilien | MF  | André Mensalão    |
| 9  | Armenien  | A   | Mher Sahakyan     |
| 10 | Armenien  | A   | Ghukas Poghosyan  |
| 14 | Gambia    | F   | Ebrima Jatta      |
| 15 | Nigeria   | MF  | Isah Aliyu        |

| Nr | Land           | Pos | Namn             |
| -- | -------------- | --- | ---------------- |
| 17 | Nigeria        | A   | Ibrahim Abubakar |
| 18 | Nordmakedonien | MF  | Filip Duranski   |
| 19 | Nigeria        | A   | Bernard Ovoke    |
| 21 | Armenien       | F   | Artur Avagyan    |
| 22 | Haiti          | MF  | Bicou Bissainthe |
| 25 | Kazakstan      | F   | Timur Rudoselsky |
| 28 | Brasilien      | A   | Claudir          |
| 33 | Armenien       | MV  | Suren Aloyan     |
| 40 | Brasilien      | F   | Luiz Matheus     |
| 65 | Portugal       | MV  | Diogo Figueiredo |
| 77 | Gambia         | MF  | Babou Cham       |